# David Acaz
David Acaz Martínez (Pamplona, 19 de mayo de 1975)  conocido como Txiki, es un exfutbolista y entrenador de fútbol español que se desempeñaba como mediocampista. Actualmente ejerce como entrenador del Club Deportivo Valle de Egüés de la Segunda Federación.

## Trayectoria

### Jugador
Para la temporada 2007-08 se convierte en nuevo jugador del SD Eibar. Su primer partido con el club fue el 25 de agosto en un partido de liga ante el Racing Club de Ferrol arrancando como titular y saliendo de cambio al 80', su equipo terminaría empatando el encuentro a un gol.

### Entrenador
El 10 de noviembre de 2021 se hace oficial su llegada al CD Izarra.
El 6 de mayo de 2022 se anuncia que Txiki será el nuevo entrenador del CD Valle de Egüés para la temporada 2022-23.
El 3 de abril de 2023, logra el ascenso a la Segunda Federación con el Club Deportivo Valle de Egüés, tras ser campeones de grupo.

## Estadísticas

### Estadísticas como jugador
| C. A. Osasuna "B" · España                  | 3.ª                 | 1995-96             | 32  | 6  | -  | - | - | - | 32  | 6  | 0.19 |
| C. A. Osasuna "B" · España                  | 3.ª                 | 1996-97             | 37  | 5  | -  | - | - | - | 37  | 5  | 0.14 |
| C. A. Osasuna "B" · España                  | 3.ª                 | 1997-98             | 23  | 1  | -  | - | - | - | 23  | 1  | 0.04 |
| C. A. Osasuna "B" · España                  | Total               | Total               | 92  | 12 | 0  | 0 | 0 | 0 | 92  | 12 | 0.13 |
| C. A. Osasuna · España                      | 2.ª                 | 1996-97             | 1   | 0  | -  | - | - | - | 1   | 0  | 0.00 |
| C. A. Osasuna · España                      | 2.ª                 | 1997-98             | 3   | 1  | 3  | 0 | - | - | 6   | 1  | 0.17 |
| C. A. Osasuna · España                      | Total               | Total               | 4   | 1  | 3  | 0 | 0 | 0 | 7   | 1  | 0.14 |
| Barakaldo C. F. · España                    | 3.ª                 | 1998-99             | 29  | 4  | 1  | 0 | - | - | 30  | 4  | 0.13 |
| Barakaldo C. F. · España                    | Total               | Total               | 29  | 4  | 1  | 0 | 0 | 0 | 30  | 4  | 0.13 |
| C. D. Calahorra · España                    | 3.ª                 | 1999-00             | 27  | 7  | -  | - | - | - | 27  | 7  | 0.26 |
| C. D. Calahorra · España                    | 3.ª                 | 2000-01             | 37  | 8  | -  | - | - | - | 37  | 8  | 0.22 |
| C. D. Calahorra · España                    | 3.ª                 | 2001-02             | 33  | 13 | 1  | 0 | - | - | 34  | 13 | 0.39 |
| C. D. Calahorra · España                    | 3.ª                 | 2002-03             | 39  | 13 | -  | - | - | - | 39  | 13 | 0.33 |
| C. D. Calahorra · España                    | Total               | Total               | 136 | 41 | 1  | 0 | 0 | 0 | 137 | 41 | 0.30 |
| C. D. Leganés · España                      | 2.ª                 | 2003-04             | 40  | 4  | 2  | 0 | - | - | 42  | 4  | 0.09 |
| C. D. Leganés · España                      | Total               | Total               | 40  | 4  | 2  | 0 | 0 | 0 | 42  | 4  | 0.09 |
| Elche C. F. · España                        | 2.ª                 | 2004-05             | 34  | 2  | 2  | 0 | - | - | 36  | 2  | 0.06 |
| Elche C. F. · España                        | 2.ª                 | 2005-06             | 16  | 1  | 1  | 0 | - | - | 17  | 1  | 0.06 |
| Elche C. F. · España                        | Total               | Total               | 50  | 3  | 3  | 0 | 0 | 0 | 53  | 3  | 0.06 |
| U. D. Las Palmas · España                   | 2.ª                 | 2006-07             | 32  | 2  | 1  | 0 | - | - | 33  | 2  | 0.06 |
| U. D. Las Palmas · España                   | Total               | Total               | 32  | 2  | 1  | 0 | 0 | 0 | 33  | 2  | 0.06 |
| S. D. Eibar · España                        | 2.ª                 | 2007-08             | 31  | 1  | 1  | 0 | - | - | 32  | 1  | 0.03 |
| S. D. Eibar · España                        | 2.ª                 | 2008-09             | 9   | 0  | 1  | 0 | - | - | 10  | 0  | 0.00 |
| S. D. Eibar · España                        | Total               | Total               | 40  | 1  | 2  | 0 | 0 | 0 | 42  | 1  | 0.02 |
| Total en su carrera                         | Total en su carrera | Total en su carrera | 423 | 69 | 13 | 0 | 0 | 0 | 436 | 69 | 0.16 |
| (2) No incluye goles en partidos amistosos. |                     |                     |     |    |    |   |   |   |     |    |      |

### Estadísticas como entrenador
| C. D. Izarra · España         |                      |                      |    |   |    |    |    |     |        |        |
| 4.ª                           | 2021-22              | 12                   | 3  | 5 | 4  | 10 | 8  | +2  | 38.89% |        |
| Total club                    | Total club           | 12                   | 3  | 5 | 4  | 10 | 8  | +2  | 38.89% |        |
| C. D. Valle de Egüés · España |                      |                      |    |   |    |    |    |     |        |        |
| 4.ª                           | 2023-24              | 36                   | 6  | 6 | 24 | 26 | 61 | -35 | 22.22% |        |
| Total club                    | Total club           | 36                   | 6  | 6 | 24 | 26 | 61 | -35 | 22.22% |        |
| Total en sus equipos          | Total en sus equipos | Total en sus equipos | 48 | 9 | 11 | 39 | 36 | 69  | -33    | 26.39% |

## Clubs

### Como entrenador
| Club                          | País   | Año       |
| ----------------------------- | ------ | --------- |
| CA Osasuna Juvenil            | España | 2010-2011 |
| CD Iruña                      | España | 2011-2016 |
| UDC Chantrea Juvenil          | España | 2018-2019 |
| UDC Chantrea                  | España | 2019-2020 |
| CD Izarra                     | España | 2021-2022 |
| Club Deportivo Valle de Egüés | España | 2022-     |